# 于塞勒 (洛特省)
于塞（法語：Ussel，法語發音：[ysɛl] ⓘ）是法国洛特省的一个市镇，属于古尔东区。

## 地理
于塞勒（44°35'36"N, 1°29'59"E）面积6.74 平方千米，位于法国奧克西塔尼大區洛特省，该省份为法国西南部内陆省份，北起顺时针与科雷兹省、康塔爾省、阿韦龙省、塔恩-加龙省、洛特-加龍省和多尔多涅省接壤。
与于塞勒接壤的市镇（或旧市镇、城区）包括：弗朗库莱斯、拉莫特卡塞勒、梅克蒙、蒙塔梅勒、纳迪亚克、莱佩什迪韦尔斯。

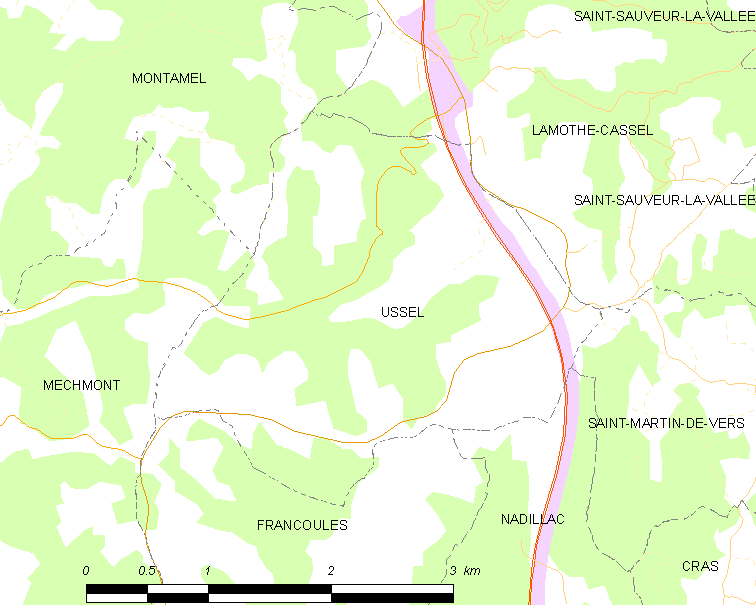
的OSM定位图

于塞勒的时区为UTC+01:00、UTC+02:00（夏令时）。

## 行政
于塞勒的邮政编码为46240，INSEE市镇编码为46323。

## 政治
于塞勒所属的省级选区为科斯和布里亚讷县。

## 人口

1962-2008年间人口变化图示

于塞勒于2022年1月1日时的人口数量为96人。